# Норт-Растико
Норт-Растико (англ. North Rustico) — канадский город, расположенный в округе Квинс на острове Принца Эдуарда.
Расположенный на северном берегу, Норт-Растико стал муниципалитетом в 1954 году, а 16 ноября 2013 года получил статус города. Также известен под неформальным названием «The Crick».
Норт-Растико хорошо известен своим ежегодным празднованием Дня Канады 1 июля. Фестиваль обычно привлекает более 10000 человек, что в десятки раз превышает население города, и включает торжества в парке, шествие по главной улице, а также лодочный парад в гавани Рустико. Завершается фестиваль фейерверком над заливом, обычно в 10 часов вечера.

## История
Деревня Норт-Растико была основана около 1790 года вокруг небольшой естественной гавани вдоль побережья залива Святого Лаврентия. В этом регионе проживали акадийцы, которые избежали депортации британскими властями во время Семилетней войны (см. Депортация акадийцев). В дальнейшем регион также заселяли английские, шотландские и ирландские поселенцы.
Название Растико (Rustico) — искажённая фамилия Rassicot, одного из первых местных поселенцев родом из Франции.
Фермерский банк Растико в соседнем Саут-Растико основал отец Жорж-Антуан Белькур, который длительное время руководил им, и добился получения Королевского согласия на его регистрацию Виндзорским судом 7 апреля 1864 года. Часто считается, что это был первый общинный банк в Канаде. Здание банка было признано Национальным историческим памятником Канады в 1959 году.

## Экономика

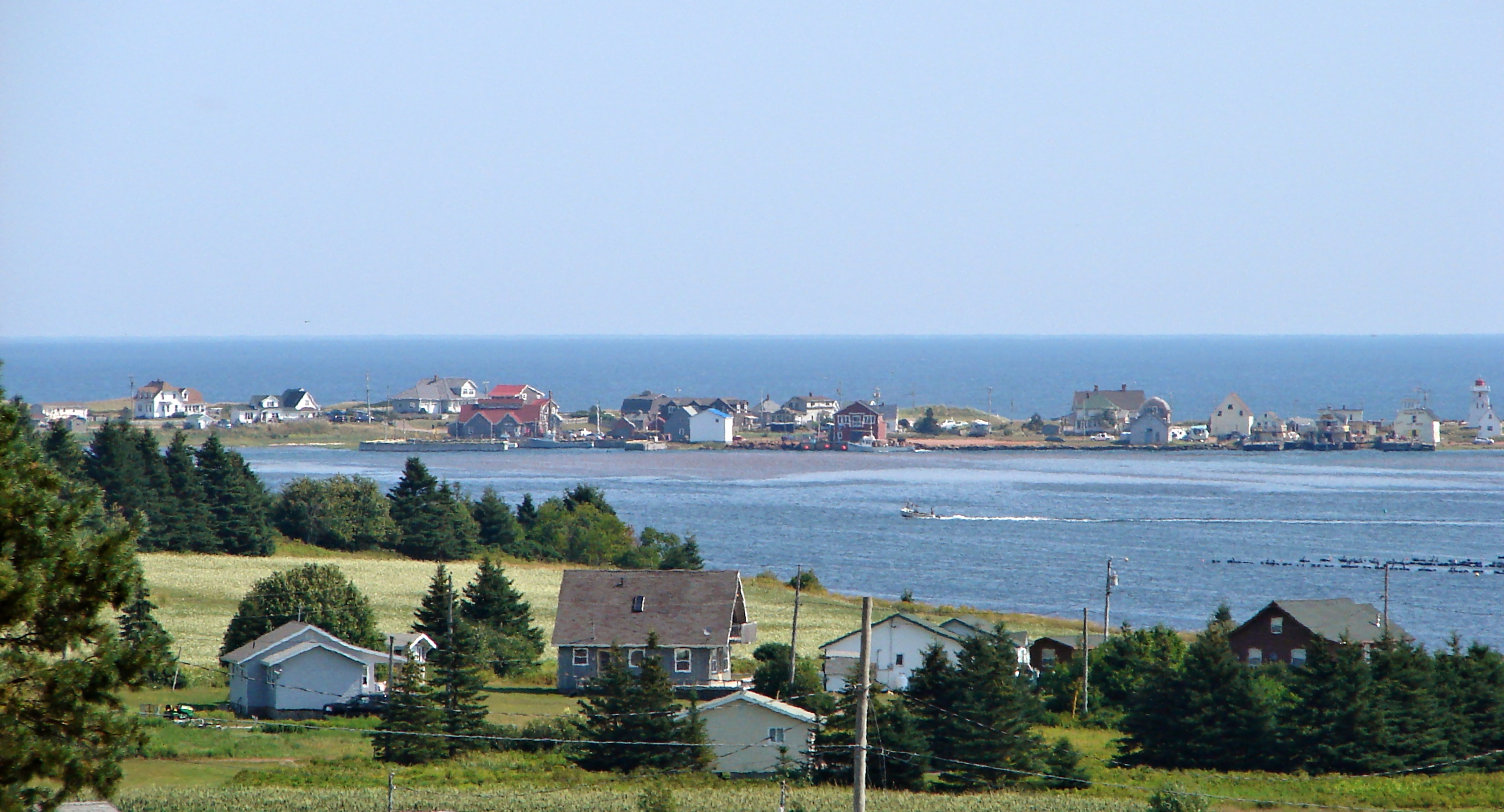
Гавань Норт-Растико

Основными отраслями промышленности Норт-Растико являются рыболовство, туризм и сельское хозяйство. Город расположен в 30 км к северо-западу от Шарлоттауна, и фактически стал его пригородом; многие местные жители ежедневно ездят на работу в провинциальную столицу.
Во время короткого летнего туристического сезона на острове Принца Эдуарда в июле и августе, благодаря близости деревни к национальному парку острова Принца Эдуарда её население временно возрастает.
В городе 255 жилых домов. Средний годовой доход домохозяйства составляет 126 855 долларов (что вдвое выше среднего по провинции показателя в 60 512 долларов). Многие сезонные дома или коттеджи принадлежат неместным и заняты всего несколько недель в летний период.
Рыболовная отрасль остается наиболее важной частью местной экономики: около 40 судов стоят у местной пристани. Ловля омаров является основным занятием для большей части из них, и в течение мая и июня свежего омара можно купить на рыбном рынке северном берегу, у причалов порта или непосредственно с лодок. Блюда из омаров подаются в ресторанах "Fisherman’s Wharf Lobster Suppers «, „Blue Mussels Cafe“ „и“ The Yellow House Take-Out».
Летом Норт-Растико является одним из самых популярных мест на острове. Теплым летним вечером десятки людей могут прогуливаться по набережной города с видом на залив и рыбацкие доки.

## Туризм

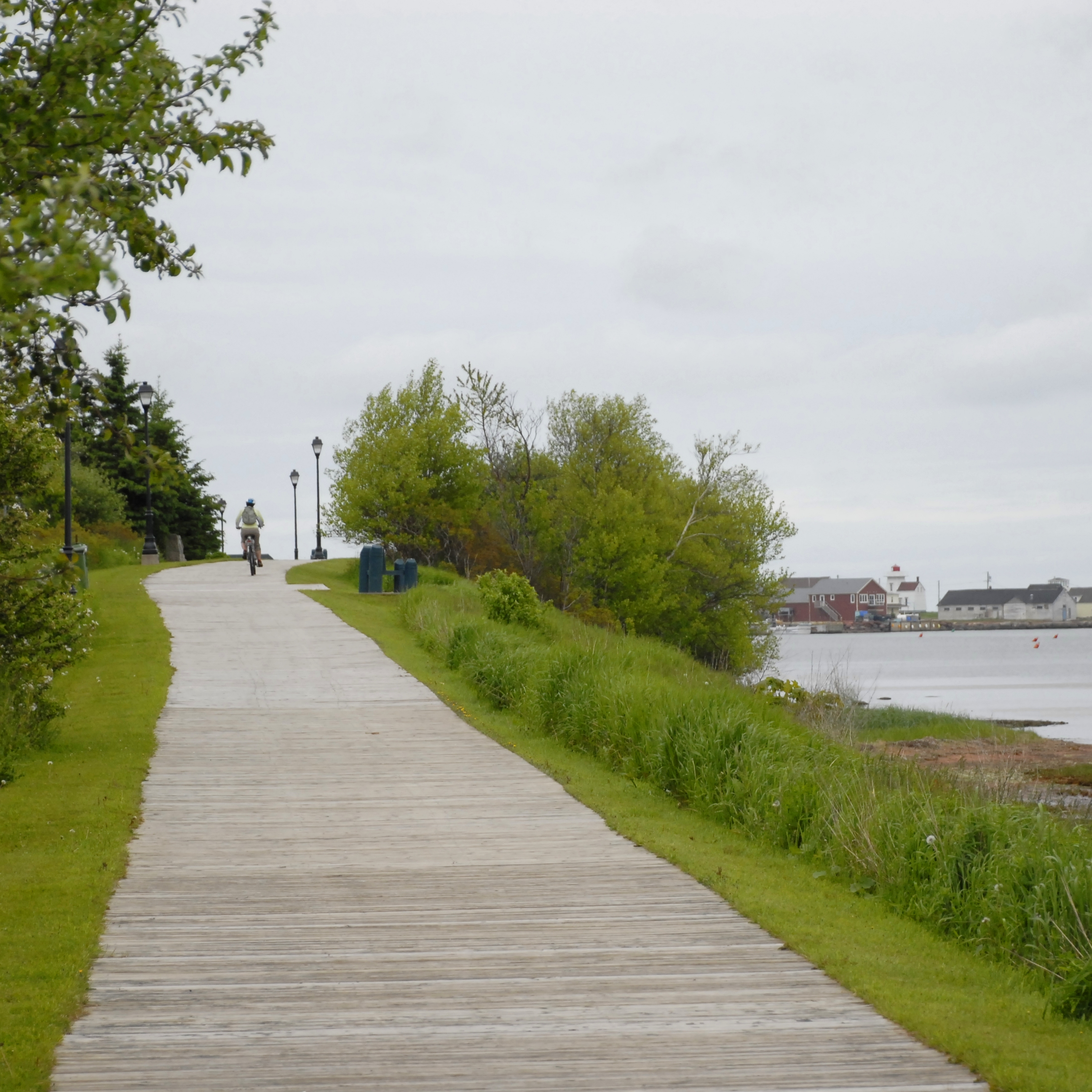
Дощатая набережная в Растико. Туризм является важной частью местной экономики.

Норт-Растико предлагает морской каякинг, велосипедные прогулки, прогулки, глубоководную рыбалку, катание на коньках, катание на лодках и пешие прогулки.

## Спорт
Арена North Star является местом, где находится множество местных хоккейных организаций.

## Климат
Как и в других приморских провинциях, погода в Норт-Растико может быть непредсказуемой. Зимние температуры колеблются от −3 до −11, осенние — от 8 до 22, летние — около 20, а весенние — от 8 до 22 градусов.